# ویلما ون هوفوگن
ویلما ون هوفوگن (انگلیسی: Wilma van Hofwegen؛ زادهٔ ۱۷ ژوئیهٔ ۱۹۷۱) شناگر اهل پادشاهی هلند است.